# William Niño Araque
William Oscar Niño Araque (San Cristóbal, 4 de marzo de 1953-Caracas, 18 de diciembre de 2010), fue un arquitecto, crítico y cronista urbano venezolano. Se dedicó a la investigación, difusión y reconocimiento de Caracas.

## Biografía
Estudió arquitectura en la Universidad Central de Venezuela, de donde se graduó en 1977, especializándose en ordenamiento urbano. Trabajó como curador de la Galería de Arte Nacional, en donde organizó exposiciones como «Los Signos Habitables» (1984), dedicada a la obra de los arquitectos José Miguel Galia, Tomás José Sanabria, Fruto Vivas, Jesús Tenreiro, Jorge Castillo y Gorka Dorronsoro. Para el Museo de Bellas Artes de Caracas fue el curador de la exposición «La Casa como Tema» (1989). Igualmente participó en la organización de la Bienal Colombiana de Arquitectura y de la Muestra de Arquitectura Panamericana, realizadas en la ciudad de Medellín (2010). 
Niño Araque fue el curador la colección de libros de fotografías aéreas de urbes venezolanas de Nicola Rocco: Caracas cenital, Valencia cenital y Maracaibo cenital. También fue el creador del concurso «100 ideas por la ciudad» y coordinó los libros de fotos: Auge y caída: 23 de enero, crónica visual (2008) y Rómulo Betancourt, crónica visual (2009). Participó en la publicación Baruta. Nuevo paisaje de Caracas (2008), en el que se hace un recuento de las transformaciones urbanas ocurridas en este municipio caraqueño entre 2000 y 2008. 
En la última etapa de su vida fue directivo de la Fundación para la Cultura Urbana.
Cronista urbano, sus artículos aparecieron en diarios como El Nacional, El Diario de Caracas y en Últimas Noticias, en este último con la columna «Aceras y brocales». Su artículo «Ideas breves anteriormente escritas a propósito de la ciudad», fue compilada por el sociólogo Tulio Hernández para el libro Caracas en 20 afectos (2001), la siguiente edición aumentada de este libro (Caracas en 25 afectos, 2012), fue dedicada a la memoria de Niño Araque. 
Junto al escritor y arquitecto, Federico Vegas, condujo el espacio radial «Caracas, ciudad deseada», en la extinta Emisora Cultural de Caracas. Mantuvo una relación sentimental con el escritor y diplomático Oswaldo Trejo. Falleció víctima de un infarto repentino a los 57 años.

## Obra
- Los signos habitables (1985)
- Tomás José Sanabria, arquitecto (1995)
- Wallis, Domínguez, Guinand. Arquitectos pioneros de una época (1998)
- Carlos Raúl Villanueva, un moderno en Sudamérica (2000)
- El espíritu moderno: 1950 (1998)
- Santiago de León de Caracas 1567-2030 (2004)